# 8168 Rogerbourke
A 8168 Rogerbourke (ideiglenes jelöléssel 1991 FK1) a Naprendszer kisbolygóövében található aszteroida. Eleanor F. Helin fedezte fel 1991. március 18-án.